# Koru

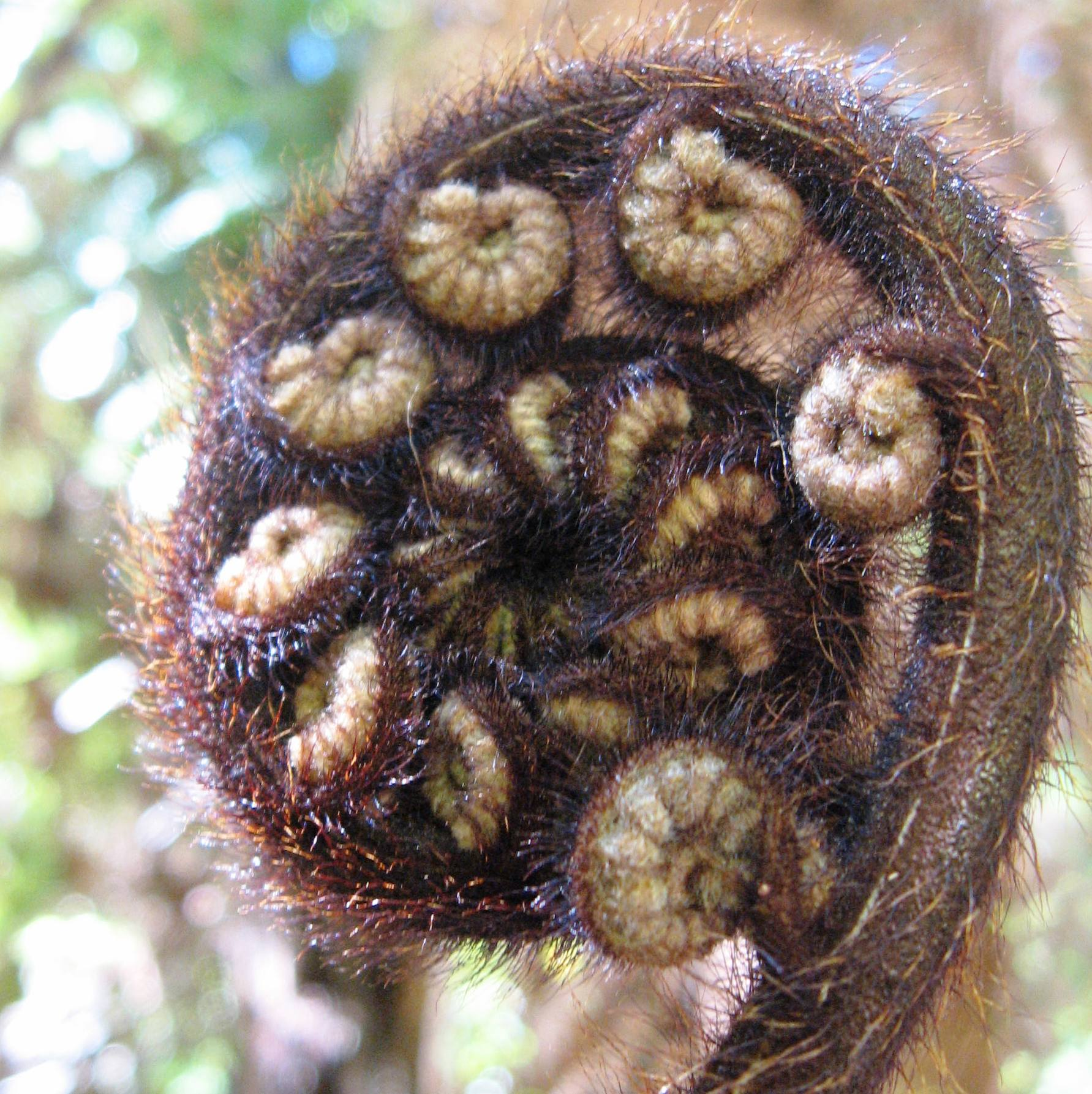
Exemplo de koru, fotografado em Rotorua

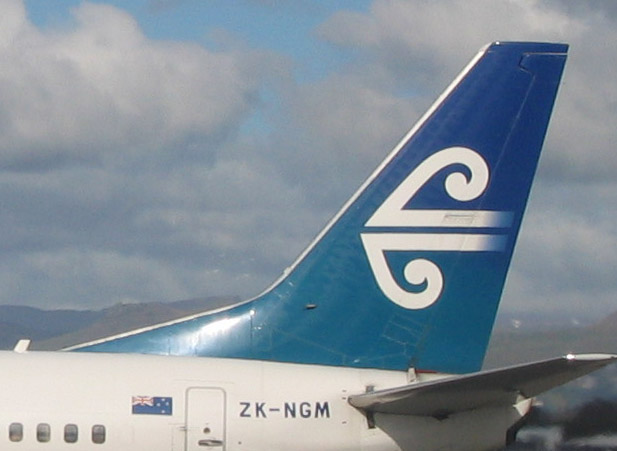
O koru da Air New Zealand na empenagem de um avião da companhia

Koru é o nome maori para a fronde de feto (samambaia) jovem em fase de desenrolamento, geralmente da espécie Cyathea dealbata. É muito usado na escultura e tatuagem Maori neo-zelandesa, e símbolo de renascimento, crescimento, força e paz. É ainda símbolo da flora neo-zelandesa e do próprio país.
A palavra pode também designar pequenas esculturas em osso em forma de fronde de samambaia jovem. O osso muda de cor quando usado como pingente sobre a pele, e simboliza para os Maori que a alma da pessoa portadora do koru está presente na escultura. Quando alguém dá um pingente koru a outra pessoa, é costume usá-lo um pouco para aí deixar "um pouco da sua alma".
O koru, estilizado, é usado como logótipo da Air New Zealand. Friedensreich Hundertwasser baseou a sua bandeira koru da Nova Zelândia neste símbolo. Muitas propostas de bandeiras para os referendos sobre a bandeira da Nova Zelândia em 2015–2016 basearam-se no koru.
Usado também como símbolo da Koru Brazilian Jiu-Jítsu - KBJJ, fundada pelo Professor de BJJ André Araujo, em Uberlândia-MG, Brasil.
Um símbolo similar é usado como símbolo da paz no Japão.

## Fonte
- Este artigo foi inicialmente traduzido, total ou parcialmente, do artigo da Wikipédia em inglês cujo título é «Koru», especificamente desta versão.